# پینزویل (کالیفرنیا)
پینزویل (به انگلیسی: Paynesville) یک منطقهٔ مسکونی در ایالات متحده آمریکا است که در شهرستان آلپاین، کالیفرنیا واقع شده‌است. پینزویل ۱٬۵۶۰ متر بالاتر از سطح دریا واقع شده‌است.